# 임응준
임응준(任應準, 1816년 ~ 1883년)은 조선시대 후기의 문신이다. 흥선대원군의 측근이었다. 본관은 풍천(豊川)으로 자는 재전(在田), 호는 담재(澹齋)이다. 봉조하를 지낸 임백수(任百秀)의 아들이다.
1848년(헌종 14년) 문과 증광시에 병과로 급제하였다. 1848년 경연관(經筵官), 1852년(철종 3) 북병영(北兵營) 북평사 등을 지냈다. 1858년 경상좌도암행 어사로 파견되어 경상도를 순시하던 중, 전 양산군수 이재문 등을 탄핵하였다. 1859년 홍문관응교가 되었다.
고종이 즉위하고 흥선대원군이 섭정이 되자 승정원승지로 발탁되었고, 이후 예조참의, 이조참의, 좌부승지, 우부승지 등을 지냈다.
1882년 6월 임오군란이 일어나자 흥선대원군에게 발탁되어 예문관제학이 되었다. 그러나 7월 대원군이 청나라 군에 의해 실각된 뒤 납치당하자 그는 그해 9월, 임오군란 당시 청나라에 보내는 자문을 썼다는 이유로 탄핵을 받아 전라남도 진도군 금갑도로 유배되었다.
1882년 풀려나 흥선대원군을 1883년 4월 양사와 승정원으로부터 임오군란 당시 민비의 부음을 알리는데 가담했다는 이유로 계속 탄핵을 받고 유배되었다가 사사되었다. 1894년 총리대신 이하 각 아문의 대신들이 억울하게 죄를 입은 사람들의 죄를 풀어줄 것을 청하자, 죄가 풀리고 복관되었다.

## 같이 보기
- 암행어사
- 임오군란
- 흥선대원군
- 이회정